# Eudioctria propinqua
Eudioctria propinqua là một loài ruồi trong họ Asilidae. Eudioctria propinqua được Bromley miêu tả năm 1924. Loài này phân bố ở vùng Tân Bắc giới.